# Liste der Kulturdenkmale in Chemnitz-Mittelbach
In der Liste der Kulturdenkmale in Chemnitz-Mittelbach sind die Kulturdenkmale des Chemnitzer Ortsteils Mittelbach verzeichnet, die bis September 2024 vom Landesamt für Denkmalpflege Sachsen erfasst wurden (ohne archäologische Kulturdenkmale). Die Anmerkungen sind zu beachten.
Diese Aufzählung ist eine Teilmenge der Liste der Kulturdenkmale in Chemnitz.

## Liste der Kulturdenkmale in Chemnitz-Mittelbach
| Bild           | Bezeichnung | Lage                                      | Datierung | Beschreibung | ID       |
| -------------- | --- | ----------------------------------------- | --- | --- | -------- |
|                | Wohnstallhaus, Scheune und Seitengebäude eines Dreiseithofes                                                                               | An den Gütern 4 (Karte)                   | Um 1800 | Baugeschichtlich und wirtschaftsgeschichtlich von Bedeutung. Wohnstallhaus mit Fachwerk im Obergeschoss innen sichtbar, liegender Stuhl, neues Treppenhaus, preussische Kappen im Erdgeschoss, aber auch Reste von anderen Gewölbeformen. Seitengebäude mit Ställen, Decke mit Stahlträgern ohne Gewölbe, Bauakte ergab einen Neubau des Gebäudes in den 1930er Jahren wegen eines Brandes. Scheune mit neuer Decke wird als Pferdestall genutzt. | 09305393 |
|                | Wohnhaus und Scheune eines Dreiseithofes                                                                                                   | An den Gütern 5 (Karte)                   | 19. Jahrhundert | Baugeschichtlich und wirtschaftsgeschichtlich von Bedeutung | 09233338 |
| Weitere Bilder | Wohnstallhaus und Scheune eines Bauernhofes                                                                                                | Grünaer Straße 10 (Karte)                 | 1746 (Dendro) | Baugeschichtlich und wirtschaftsgeschichtlich von Bedeutung, Fachwerkbauten. Fachwerk verbrettert am Wohnhaus, teilweise verschiefert, rückseitig Anbau. | 09233353 |
|                | Mietshaus in offener Bebauung | Grünaer Straße 11 (Karte)                 | Um 1905, später überformt | Baugeschichtlich von Bedeutung. Bauherr Max Hähle, Handschuhfabrikant. | 09233354 |
| Weitere Bilder | Fabrikgebäude in offener Bebauung (Handschuhfabrik)                                                                                        | Hofer Straße (Mittelbach) 15 (Karte)      | 1911–1912 | Klinkerbau, baugeschichtlich und ortsgeschichtlich von Bedeutung. Bauherr war Fabrikbesitzer Hermann Karl Salzer, der Bau diente ursprünglich als Handschuhfabrik. | 09233356 |
| Weitere Bilder | Fabrikantenwohnhaus (Nr. 19), Nebengebäude und Garten mit Pavillon (Nr. 19a) und Pergola                                                   | Hofer Straße (Mittelbach) 19, 19a (Karte) | Vor 1910 (Wohnhaus); 1911–1912 (Nebengebäude, 1922 Umbau); Ende 19. Jahrhundert (Gartenhaus und Pergola) | Schlichtes Wohnhaus für den Besitzer der Strumpffabrik mit Nebengebäude (vergleiche auch Fabrik, Hofer Straße (Mittelbach) 15), Garten der ehemaligen Fabrikantenvilla mit Bodenrelief, Wegeführung, Gehölzbestand, Gartentor mit Pergola und Neugierde (Gartendenkmal), Gartenhaus und Pergola mit aufwändigen schmiedeeisernen Verzierungen, handwerklich-künstlerisch von Bedeutung, gut erhaltene Reste des Gartens von gartenkünstlerischer, ortsgeschichtlicher und baugeschichtlicher Bedeutung. Das zweigeschossige Fabrikantenwohnhaus ist in etwa zeitgleich mit der benachbarten Handschuhfabrik (Nr. 15) entstanden und erfuhr 1922 einen Umbau des Dachgeschosses. Im Auftrag des Besitzers der Strumpffabrik Karl Salzer führte das in Grüna ansässige Baugeschäft Kötteritz & Gerlach die Arbeiten aus. Putzlisenen rahmen die straßenseitig recht schlichte Putzfassade, die durch die Fenster mit Gewänden aus Hilbersdorfer Porphyrtuff rhythmisiert wird. Gestalterisch aufwendiger zeigt sich die Fassade zur Gartenseite mit einem in ein Zwerchhaus übergehenden Mittelrisalit, der die zweiflüglige Hauseingangstür einschließt. Einhergehend mit dem Dachumbau wurde an das Nebengebäude im Hof (Remise, Stall und Waschhaus) ein Anbau gefügt. Erhöht liegender Hausgarten mit symmetrischem Wegesystem und Treppenaufgang aus Naturstein-Blockstufen, Baumbestand: Blutbuche (Fagus sylvatica `Sorte`), Schwarzkiefer (Pinus nigra), Rotbuchen (Fagus sylvatica), Roteichen (Quercus rubra), Stieleichen (Quercus robur), zwei Blaufichten (Picea pungens `Glauca`) und Obstgehölzen, Zierstrauchbestand: Flieder (Syringa vulgaris), Hasel (Corylus avellana), Bauernjasmin (Philadelphus spec.), Rhododendren und geschnittener Hainbuchenhecke (Carpinus betulus) als Gartengrenze von Flurstück 341/9, Gartenhaus, schmiedeeiserner Pergola mit Gartentor, Neugierde mit Steinsetzung, zwei Fliederbüschen und zwei Blaufichten. | 09303123 |
| Weitere Bilder | Scheune, Stallgebäude und Seitengebäude eines Vierseithofes                                                                                | Hofer Straße (Mittelbach) 20 (Karte)      | Mitte 19. Jahrhundert (Seitengebäude); um 1900 (Scheune) | Baugeschichtlich, sozialgeschichtlich und wirtschaftsgeschichtlich von Bedeutung, Fachwerkbauten | 09233358 |
| Weitere Bilder | Schule | Hofer Straße (Mittelbach) 35 (Karte)      | Um 1890 | Baugeschichtlich und ortsgeschichtlich von Bedeutung, Gründerzeitbau | 09233359 |
|                | Wohn- und Kontorgebäude | Hofer Straße (Mittelbach) 38 (Karte)      | Um 1870 | Baugeschichtlich und straßenbildprägend von Bedeutung, Gründerzeitbau mit Klinkerfassade. Textilbetrieb, Klinker mit Natursteinsockeln und -gewänden, flaches Walmdach. | 09233360 |
|                | Wohnhaus in offener Bebauung | Hofer Straße (Mittelbach) 40 (Karte)      | Um 1910 | Baugeschichtlich von Bedeutung, villenartiger Wohnbau mit Fachwerkelementen. Fachwerk-Erker und -Giebeldreieck; Originalzaun vor 2010 abgebrochen. | 09233361 |
| Weitere Bilder | Peter-Pauls-Kirche mit Ausstattung und drei Soldatengräber für Gefallene des Zweiten Weltkrieges (Kurt Günther, Rudolf Betker, Max Hebert) | Hofer Straße (Mittelbach) 43 (Karte)      | Vermutlich 1470 (Kirche, 1714 erweitert, 1869 Abbruch von Anbauten/Wiedererrichtung Vorhäuser, 1995 Innensanierung); 1. Viertel 15. Jahrhundert (Holzkruzifix auf dem Altar); 1512 (Altar); 1763 (Engel); 1910 (Schreinflügel) | Baugeschichtlich, ortsgeschichtlich und ortsbildprägend von Bedeutung. - Kirche: kleiner Saalbau, Satteldach, mit Dachreiterturm, Schnitzaltar aus Werkstatt von Hans Witten, 1512, zweiflügelig, Schrein und Flügelinnenseiten mit fünf Figuren, Predellenrelief, Ölbild: Maria mit Kind (ursprünglich Rückseite der rechten Seitentafel), Altarkruzifix von 1510 - Soldatengräber Zweiter Weltkrieg: Einzelgräber mit Holzkreuzen und Stahlhelm, Soldatengräbern für Gefallene des Zweiten Weltkrieges (1. Kurt Günther, 2. Rudolf Betker, 3. Max Hebert) - Gedenkstein vor Kirche: Sandstein, eventuell ursprünglich für Deutsch-Französischen Krieg, dann umgewidmet als Gedenkstein für Dorfgründung 1331, heute mit Inschrift „Mittelbach 1331“, Stein 2012 nicht mehr am ursprünglichen Standort | 09233355 |
| Weitere Bilder | Denkmal für die Gefallenen des Ersten Weltkrieges auf dem Kirchhof                                                                         | Hofer Straße 43 (Karte)                   | Nach 1918 | Ortsgeschichtlich von Bedeutung, gemauerte Stele, Schichtmauerwerk mit eingehauener Schrifttafel und Bekrönung, Inschrift „Unseren im Weltkriege 1914–1918 gefallenen Helden – Siehe wir leben“ | 09307414 |
| Weitere Bilder | Wohnstallhaus, Seitengebäude und Scheune eines Dreiseithofes                                                                               | Hofer Straße (Mittelbach) 54 (Karte)      | Um 1840 (Wohnstallhaus und Seitengebäude); Mitte 19. Jahrhundert (Scheune) | Baugeschichtlich und wirtschaftsgeschichtlich von Bedeutung; Handschwengelpumpe vor 2012 abgebrochen | 09233362 |
|                | Pfarrhaus | Hofer Straße (Mittelbach) 62 (Karte)      | Um 1860 | Baugeschichtlich und ortsgeschichtlich von Bedeutung, schlichte Fenstergewände, Türgewände hervorgehoben | 09233364 |
| Weitere Bilder | Wohnstallhaus und Seitengebäude eines Dreiseithofes                                                                                        | Hofer Straße (Mittelbach) 78 (Karte)      | Um 1830 (Wohnstallhaus); 2. Hälfte 19. Jahrhundert (Seitengebäude) | Baugeschichtlich von Bedeutung, Fachwerkbauten. Hofanlage 1896 im Besitz von Gutsbesitzer August Schüppel, Wohnhaus mit Fachwerk-Obergeschoss, Nebengebäude mit verbrettertem Obergeschoss saniert und zu Wohnhaus umgebaut. | 09233366 |
|                | Wohnhaus und Seitengebäude eines Dreiseithofes                                                                                             | Hofer Straße (Mittelbach) 86 (Karte)      | Um 1830 (Bauernhaus); Mitte 19. Jahrhundert (Seitengebäude) | Baugeschichtlich und wirtschaftsgeschichtlich von Bedeutung | 09233368 |
|                | Wohnhaus | Hofer Straße (Mittelbach) 100 (Karte)     | Um 1800 | Baugeschichtlich von Bedeutung, ländliches Wohnhaus, Fachwerkbau, Giebel verschiefert, Traufseite verbrettert | 09233370 |
| Weitere Bilder | Fabrikgebäude und Kontorgebäude | Hofer Straße (Mittelbach) 108 (Karte)     | Um 1915 | Baugeschichtlich und ortsgeschichtlich von Bedeutung. Bleiglasfenster in beiden Treppenhäusern, Treppengeländer original. | 09233371 |
| Weitere Bilder | Gebäude und Halde des ehemaligen Deffourschachtes                                                                                          | Landgraben 8 (Karte)                      | 19./20. Jahrhundert | Bergbaugeschichtlich von Bedeutung, dreigeschossiges Bauwerk, zwei Geschosse Bruchstein, ein Geschoss später aufgesetzt, landschaftsprägend | 09233351 |
|                | Wohnhaus | Mittelbacher Dorfstraße 4 (Karte)         | 19. Jahrhundert | Baugeschichtlich von Bedeutung, Fachwerkhaus, Fachwerk Obergeschoss verschiefert | 09233340 |
|                | Scheune eines Vierseithofes | Mittelbacher Dorfstraße 20 (Karte)        | Vor 1720 | Baugeschichtlich und wirtschaftsgeschichtlich von Bedeutung, Scheune mit altertümlicher Fachwerkkonstruktion. Scheune mit gekreuzten, aufgeblatteten Streben; die ehemals denkmalgeschützten zwei Seitengebäude aus dem 19. Jahrhundert zum Teil in Fachwerk, nach der Sanierung Denkmalwert verloren, daher 2010 gestrichen. | 09233341 |
|                | Ehemalige Schule, heute Wohnhaus | Mittelbacher Dorfstraße 102 (Karte)       | Um 1835 | Authentisch erhaltener, zeittypischer Fachwerkbau von sozialgeschichtlicher, ortsgeschichtlicher und hausgeschichtlicher Bedeutung. - Geschichte: Alte Schule von Mittelbach, nach 1835 als erste Gemeindeschule (nicht mehr Kirchschule) erbaut. Vermutlich bis 1876, bis zum Neubau der neuen Schule (heute Grundschule Mittelbach), als Schule genutzt, danach Umnutzung zum Wohnhaus. - Denkmalwert: Die Umnutzung führte zu geringfügigen Änderungen vor allem im Inneren des Gebäudes: neue Zimmertüren (um 1900), neue Fußbodenfliesen im Hausflur (ca. um 1930). Schließlich wurde die Treppe um 1960 durch eine Steintreppe ersetzt. Das äußere Erscheinungsbild des Hauses wurde weitgehend gewahrt, lediglich die Haustür wurde erneuert und die ehemaligen Fensterklappläden entfernt. Die baulichen Veränderungen führten keineswegs zur Vernichtung des Denkmalwertes. Das Haus blieb in seinen wesentlichen Teilen unverändert erhalten und wird somit zum Zeugnis der Fachwerkbauweise zu Beginn des 19. Jahrhunderts. Als alte Schule erlangt das Gebäude eine große ortsgeschichtliche Bedeutung. Und schließlich kommt dem Bauwerk als Zeugnis der Sächsischen Schulpolitik in der 1. Hälfte des 19. Jahrhunderts allgemeine geschichtliche und sozialgeschichtliche Bedeutung zu. - Hausbeschreibung: Zweigeschossig, 5 × 3 Achsen, Erdgeschoss massiv, verputzt, Fenstergewände Porphyr original erhalten, Befestigungsvorrichtungen verweisen auf ehemalige Klappläden, originales Türportal mit flachem Dreieckgiebel und Würfelfries, dort Inschrift „Lasset die Kinder zu mir kommen“, Fenster weisen noch die historischen Winterfenster auf, im Inneren alle Zwischenwände und damit die ursprüngliche Raumstruktur erhalten, teilweise Einbau von Zwischenwänden (reversibel). Im Hausflur Fliesen, laut mündlichem Hinweis „Marienberger Pflaster“, ca. 80 Jahre alt, die heutige Treppe wurde laut mündlicher Information um 1960 erneuert, die Türen sind einheitlich aus der Zeit um 1900, der Dachstuhl, ein einfach stehender Stuhl, ist bauzeitlich. | 09233342 |
|                | Mietshaus in offener Bebauung | Mittelbacher Dorfstraße 110 (Karte)       | Um 1910 | Baugeschichtlich von Bedeutung, Fachwerkzwerchgiebel, im Treppenhaus Kacheln zum Teil erhalten, Eisengeländer, Originaltüren, Fenstergewände in einfacher Ornamentik, rückseitiger Anbau | 09233343 |
|                | Wohnstallhaus und Scheune eines Bauernhofes                                                                                                | Mittelbacher Dorfstraße 114 (Karte)       | 19. Jahrhundert | Baugeschichtlich und wirtschaftsgeschichtlich von Bedeutung, Fachwerkbauten, Fachwerk erhalten | 09233344 |
|                | Wohnhaus, Seitengebäude und Wasserhaus eines Bauernhofes                                                                                   | Mittelbacher Dorfstraße 122 (Karte)       | 19. Jahrhundert | Wohnhaus mit verkleidetem Fachwerk-Obergeschoss, baugeschichtlich von Bedeutung | 09233345 |
|                | Häuslerhaus | Mittelbacher Dorfstraße 128 (Karte)       | 19. Jahrhundert | Baugeschichtlich und sozialgeschichtlich von Bedeutung, Fachwerk Obergeschoss Traufseite, Giebelseite verschiefert | 09233346 |
|                | Wohnstallhaus eines Dreiseithofes | Mittelbacher Feldstraße 10 (Karte)        | Um 1860 | Obergeschoss Fachwerk verkleidet (künstlicher Schiefer), baugeschichtlich und sozialgeschichtlich von Bedeutung. Erdgeschoss massiv, Satteldach. | 09233348 |
|                | Villa mit Garten | Mittelbacher Feldstraße 11 (Karte)        | 1933 | Im Reformstil der Zeit nach 1910, großer parkähnlicher Garten, baugeschichtlich und gartenkünstlerisch von Bedeutung | 09233349 |

## Ehemalige Denkmäler
| Bild                                    | Bezeichnung                                              | Lage                                 | Datierung                 | Beschreibung                                                                                    | ID       |
| --------------------------------------- | -------------------------------------------------------- | ------------------------------------ | ------------------------- | ----------------------------------------------------------------------------------------------- | -------- |
|                                         | Wohnhaus und Nebengebäude                                | Feldstraße 8 (Karte)                 |                           | Erhalten, Streichung aus der Denkmalliste vor 2010                                              |          |
| Direkt Bild zu diesem Denkmal hochladen | Schrotmühle                                              | Grünaer Straße 1 (Karte)             |                           | Vermutlich abgerissen, Streichung aus der Denkmalliste 2010                                     |          |
|                                         | Kindergarten                                             | Hofer Straße (Mittelbach) 17 (Karte) |                           | Weiterhin Nutzung als Kindergarten, Streichung aus der Denkmalliste 2010                        |          |
| Direkt Bild zu diesem Denkmal hochladen | Gasthaus und Saal „Sachsenhof“                           | Hofer Straße (Mittelbach) 58 (Karte) |                           | Abgerissen zwischen 2001 und 2006, Streichung aus der Denkmalliste vor 2010                     |          |
| Weitere Bilder                          | Wohnstallhaus und zwei Seitengebäude eines Dreiseithofes | Hofer Straße (Mittelbach) 72 (Karte) | 2. Hälfte 19. Jahrhundert | Baugeschichtlich und wirtschaftsgeschichtlich von Bedeutung. Abgerissen zwischen 2020 und 2023. | 09233365 |
|                                         | Häuslerei                                                | Hofer Straße (Mittelbach) 96 (Karte) |                           | Erhalten, Streichung aus der Denkmalliste vor 2010                                              |          |